# Nair Varela
Nair Varela (ur. 1988) – reprezentująca Wyspy Świętego Tomasza i Książęcą lekkoatletka, tyczkarka.

## Rekordy życiowe
- skok o tyczce – 2,80 (2005) rekord Wysp Świętego Tomasza i Książęcej[1]
- skok o tyczce (hala) – 2,78 (2006) rekord Wysp Świętego Tomasza i Książęcej[2]